# Jolo
Jolo (ausgesprochen „Holo“) ist eine 893 km² große philippinische Insel mit etwa 530.000 Einwohnern für das Jahr 2005.

## Geographie
Jolo zählt mit Basilan und Tawi-Tawi Island zu den drei größten Inseln des Sulu-Archipels, der südlich der Sulusee zwischen der südphilippinischen Insel Mindanao und der zum Malaiischen Archipel gehörenden Insel Borneo liegt. Die gleichnamige Stadtgemeinde auf der Insel ist Verwaltungssitz der philippinischen Provinz Sulu, welche Teil der Region Bangsamoro ist. 
Die vulkanisch geprägte Insel ist mit zahlreichen Vulkankratern und Schlackenkegeln übersät. Auf Jolo lebt eine Unterart der Sikahirsche, die endemisch nur auf dieser Insel vorkommt.

## Geschichte
Jolo war einst Zentrum des mächtigen Sultanats von Sulu. Nach dem Spanisch-Amerikanischen Krieg widersetzten sich die Filipinos ab 1899 der neuen Kolonialmacht. Während der Widerstand im größten Teil des Landes bis 1903 gebrochen war, dauerte er auf Jolo bis 1916 an.

## Bevölkerung
Die Einwohner gehören zum Volk der Tausug. Sie sind überwiegend muslimisch und werfen der katholischen Regierung der Philippinen vor, sie zu benachteiligen. Eine bedeutende Bildungseinrichtung ist die Mindanao State University.

## Politik
Auf Jolo ist die 1991 gegründete islamistische Terrororganisation Abu Sayyaf aktiv. Am 3. Januar 1999 warfen Mitglieder der Gruppe Handgranaten in eine Menge, die vor einem brennenden Supermarkt in der Stadt stand: Zehn Menschen starben, 74 wurden verletzt. Die Insel wurde im Jahr 2000 international bekannt durch die Entführung von Touristen von der malaiischen Ferieninsel Sipadan nach Jolo durch Abu Sayyaf. Der Bürgermeister der Stadt Jolo schätzte, dass es allein auf der Insel 20.000 Gewehre gibt.
Ab Mitte 2003 befanden sich etwa 2.500 bis 3.000 Soldaten der US Army auf der Insel, die Jagd auf die Gruppe Abu Sayyaf machten. Am 9. August 2007 kam es auf Jolo nach Militärangaben zu den blutigsten Gefechten zwischen militanten Islamisten und Soldaten seit Jahren.
Im November 2016 wurde der deutsche Segler Jürgen Kantner auf die Insel verschleppt und Ende Februar 2017 nach Ablauf einer Zahlungsfrist für ein gefordertes Lösegeld enthauptet. Bei einem terroristischen Sprengstoffanschlag auf die Kathedrale Unserer Lieben Frau auf dem Berge Karmel im Januar 2019 starben 20 Menschen.